# Coupe d'Allemagne de cyclisme sur route 2009
La Coupe d'Allemagne de cyclisme 2009 est la quatrième édition de la Coupe d'Allemagne de cyclisme. Elle a eu lieu d'avril à octobre 2009.

## Élites

### Hommes

#### Résultats
| Date          | Course                                   | Vainqueur           | Équipe               |
| ------------- | ---------------------------------------- | ------------------- | -------------------- |
| 1er avril     | Tour de Cologne                          | Martin Pedersen     | Team Capinordic      |
| 1er mai       | Grand Prix de Francfort                  | Fabian Wegmann      | Team Milram          |
| 27–31 mai     | Tour de Bavière                          | Linus Gerdemann     | Team Milram          |
| 1er juin      | Neuseen Classics                         | André Greipel       | Team Columbia-HTC    |
| 6 juin        | Grand Prix de la Forêt-Noire             | Heinrich Haussler   | Cervélo TestTeam     |
| 26 juin       | Championnat d'Allemagne contre-la-montre | Bert Grabsch        | Team Columbia-HTC    |
| 28 juin       | Championnat d'Allemagne sur route        | Martin Reimer       | Cervélo TestTeam     |
| 22-26 juillet | Tour de Saxe                             | Patrik Sinkewitz    | PSK Whirlpool-Author |
| 2 août        | Tour de Bochum                           | Mark Cavendish      | Team Columbia-HTC    |
| 16 août       | Vattenfall Cyclassics                    | Tyler Farrar        | Garmin-Slipstream    |
| 13 septembre  | Tour de Nuremberg                        | Francesco Gavazzi   | Lampre               |
| 3 octobre     | Tour de Münster                          | Aleksejs Saramotins | Designa Køkken       |

#### Classement
|     | Coureur           | Pts. |
| --- | ----------------- | ---- |
| 1.  | Fabian Wegmann    | 118  |
| 2.  | Heinrich Haussler | 115  |
| 3.  | Gerald Ciolek     | 107  |
| 4.  | Tyler Farrar      | 100  |
| 5.  | Martin Reimer     | 100  |
| 6.  | André Greipel     | 93   |
| 7.  | Matti Breschel    | 83   |
| 8.  | Linus Gerdemann   | 81   |
| 9.  | Dominic Klemme    | 80   |
| 10. | Patrik Sinkewitz  | 79   |

### Femmes

#### Résultats
| Date          | Course                                   | Vainqueur           | Équipe                   |
| ------------- | ---------------------------------------- | ------------------- | ------------------------ |
| 26 juin       | Championnat d'Allemagne contre-la-montre | Trixi Worrack       | Nürnberger Versicherung  |
| 28 juin       | Championnat d'Allemagne sur route        | Ina-Yoko Teutenberg | Columbia-HTC Women       |
| 21–26 juillet | Tour de Thuringe                         | Linda Villumsen     | Columbia-HTC Women       |
| 2 août        | Tour de Bochum                           | Rochelle Gilmore    | Lotto-Belisol Ladiesteam |
| 21-23 août    | Albstadt-Frauen-Etappenrennen            | Charlotte Becker    | Nürnberger Versicherung  |
| 13 septembre  | Tour de Nuremberg                        | Kirsten Wild        | AA-Drink                 |

#### Classement
|    | Coureuse            | Pts |
| -- | ------------------- | --- |
| 1. | Ina-Yoko Teutenberg | 100 |
| 2. | Rochelle Gilmore    | 80  |
| 3. | Charlotte Becker    | 76  |
| 4. | Kirsten Wild        | 75  |
| 5. | Marianne Vos        | 69  |

## Juniors - Hommes

### Résultats
| Date          | Course                                        | Vainqueur           | Équipe                      |
| ------------- | --------------------------------------------- | ------------------- | --------------------------- |
| 15-17 mai     | 3-Etapen-Rundfahrt                            | Wilco Kelderman     | Équipe des Pays-Bas Juniors |
| 11-14 juin    | Trofeo Karlsberg                              | Emil Hovmand        | Équipe du Danemark Juniors  |
| 20 juin       | Champion d'Allemagne juniors contre-la-montre | Michael Koch        | RSC Cottbus                 |
| 21 juin       | Champion d'Allemagne juniors sur route        | Max Stahr           | Sportforum Kaarst-Büttgen   |
| 24-26 juillet | Tour de Basse-Saxe juniors                    | Lasse Norman Hansen | Équipe du Danemark Juniors  |
| 20-23 août    | Rothaus Regio-Tour                            | Ron Pfeifer         | Team Rheinhessen            |

### Classement
|    | Coureuse        | Pts |
| -- | --------------- | --- |
| 1. | Emil Hovmand    | 95  |
| 2. | Jasha Sütterlin | 88  |
| 3. | Nikias Arndt    | 87  |
| 4. | Wilco Kelderman | 81  |
| 5. | Kevin De Jonghe | 75  |